# Susan Hanley
Pour les articles homonymes, voir Hanley (homonymie).
Susan B. Hanley, née en 1939, est une universitaire, auteur, japonologue américaine et professeur émérite d'histoire à l'Université de Washington.

## Carrière
Hanley est professeur d'études japonaises et d'histoire à l Université de Washington. Son principal domaine de recherche universitaire et de publication est la culture matérielle de la société Tokugawa.
Le Journal of Japanese Studies est édité par les Hanley pendant plus d'un quart de siècle.

## Publications (sélection)
Dans un aperçu statistique des écrits de et sur Susan Hanley, l'OCLC/WorldCat recense environ 10 ouvrages dans plus de 20 publications en 5 langues et plus de 1 000 fonds de bibliothèque.
- Economic and Demographic Change in Preindustrial Japan, 1600-1868 (1967)
- Population Trends and Economic Development in Tokugawa, Japan (1971)
- Population Trends and Economic Growth in Pre-Industrial Japan (1972)
- Toward an Analysis of Demographic and Economic Change in Tokugawa Japan : a Village Study (1972)
- Fertility, mortality and life expectancy in pre-modern Japan (1974)
- Economic and Demographic Change in Preindustrial Japan (1977)
- Family and population in East Asian History with Arthur P. Wolf (1985)
- Gender and Japanese History (ジェンダーの日本史, Jendā no Nihon shi?) (1994)
- Everyday Things in Premodern Japan the Hidden Legacy of Material Culture (1997)

## Honneurs
- 1999 : Association for Asian Studies, Prix John Whitney Hall[6].

## Source de la traduction
- (en) Cet article est partiellement ou en totalité issu de l’article de Wikipédia en anglais intitulé « Susan Hanley » (voir la liste des auteurs).
- Notices d'autorité :   - VIAF
  - ISNI
  - BnF (données)
  - IdRef
  - LCCN
  - GND
  - Japon
  - CiNii
  - Pays-Bas
  - Israël
  - NUKAT
  - Norvège
  - Tchéquie
  - Corée du Sud
  - WorldCat